# Мирославове Євангеліє
Мирославове Євангеліє — кодекс, тобто рукописна книга. Це одна з найвизначніших кириличних пам'яток сербської та південнослов'янської, тобто сербсько-слов'янської писемності XII століття. Мирославове Євангеліє за своїм складом євангеліє, богослужбова книга, в якій тексти розташовані відповідно до читань протягом церковного року. Вона була написана для Мирослава, брата великого жупана Стефана Неманьї, князя Хумського, для цілей його дарування церкви Св. Петра на Лімі, навколо якої пізніше було побудовано Бієло-Полє, вона походить з кінця XII ст., швидше за все, з передостаннього десятиліття (1180–1191). Про розвиток сербської писемності свідчить і фундаторський напис Мирослава на наділі. Деякі історики вважають, що князь Мирослав раніше був богомилом, оскільки на той час цей релігійний рух був дуже сильним, але вагомих доказів цій гіпотезі немає. Хумський князь Мирослав був одружений із сестрою боснійського бана Кулина. За типом це повне необов'язкове Євангеліє — апракос, що означає, що є читання на кожен день, на Пасху, на П'ятидесятницю, на нове літо, а також святкові та особливі читання. Повний апракос Мирослава відрізняється від інших південнослов'янських і східнослов'янських (давньоруських) повних апракосів, що робить його унікальним, тобто оригінальним порівняно з більш поширеним типом повного апракоса Мстиславо-Вукановського. Текст належить до найдавнішої слов’янської редакції, яка характеризується точністю, вірністю оригіналу, ясністю і до якої належать також Маріїнське, Ассеманієве, Остромирове Євангеліє, Савина книга та ін. Євангеліє має 181 аркуш, текст написаний на білому тонкому пергаменті, у дві колонки, уставними кириличними літерами та прикрашений близько трьохсот стилізованих мініатюр та ініціалів кольорових та золотих. Вважається, що воно було перенесено на Афон разом з Вукановим євангелієм під час заснування монастиря Хіландар (близько 1198 р.), де вони перебували до середини (Вуканово), тобто до кінця XIX ст. (Мирославлєво). 
Рукопис Мирославового Євангелія знаходиться в Белграді, в Національному музеї, за винятком одного аркуша, який зберігається в Російській національній бібліотеці в Санкт-Петербурзі. Через війну та кризові події ХХ століття рукопис зазнав значної шкоди порівняно з минулим монастирським періодом, а аркуш, знайдений у Санкт-Петербурзі, сьогодні вважається найкраще збереженим фрагментом усього Євангелія. Вважається, що найбільших пошкоджень рукопис зазнав у мирний час у 1966 році під час його непрофесійного публічного показу у скляній вітрині під яскравим світлом розжарювання в Національному музеї, що лише прискорило процес «висихання» пергаменту. Стан рукопису був особливо тривожним у 1970-х роках, тому його оголошення культурним надбанням виняткової важливості у 1979 році мало вирішальний вплив на формування спеціального грошового фонду для реставрації та консервації Євангелія через два роки. З червня 2005 року Мирославове Євангеліє включено до списку ЮНЕСКО «Пам'ять світу», який наразі включає лише 120 документів виняткової та загальнолюдської важливості. Зарахування до цього списку є підтвердженням виняткової важливості та цінності Мирославового Євангелія, а водночас обов’язку зберегти його на благо людства. З 2009 року Мирославове Євангеліє входить до Всесвітньої цифрової бібліотеки ЮНЕСКО. Назву цього кодексу (рукопису) дав Стоян Новакович, директор Національної бібліотеки в Белграді.
Відтоді, як у 1896 році було перенесено з Хіландара до Белграда, Мирославове Євангеліє пережило всі бурхливі історичні події ХХ століття з державою Сербією і сербським народом у прямому сенсі цього слова. 

## Зміст кодексу
Назва «Мирославове євангеліє» походить з кінця XIX століття, коли цю назву дав цьому рукопису Стоян Новакович, тодішній директор Національної бібліотеки в Белграді. Насправді це переклад грецького євангелія церкви Святої Софії в Константинополі. Він був скопійований із шаблону, який бере свій початок у македонських глаголичних Євангеліях.
Мирославове Євангеліє демонструє розвинену систему оформлення книг, засновану на західних і візантійських традиціях. Стиль мініатюр в основному романський, але також містить візантійські впливи. На ньому зображені ініціали, характерні для романської мініатюри, що часто походять з острівного та докаролінгського мистецтва, а також простіші ініціали візантійського походження. Цей твір насправді є одним із найважливіших свідчень тогочасних мистецьких впливів Заходу на Схід і навпаки.

## Розмітка кодексу

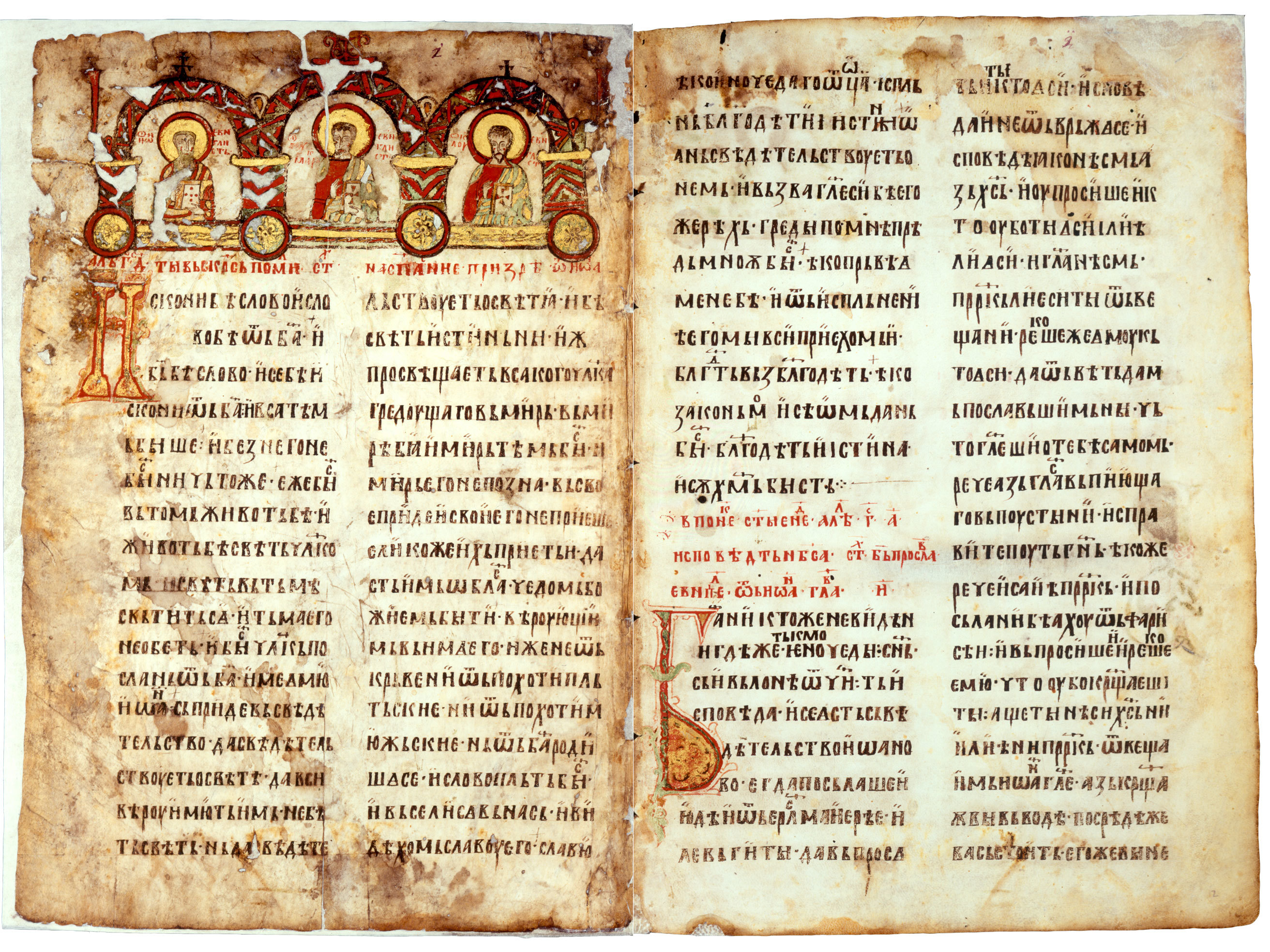
Мирославове Євангеліє, стор. 1 і 2

Мирославове Євангеліє написано старослов'янською мовою, сербською редакцією та рашським правописом. За орфографією це перший і єдиний зразок зетсько-гумської школи. Це доказ розвиненої писарської, тобто каліграфічної, традиції в Захумлі. Вона є пам'яткою, яка свідчить про походження всієї кирилиці.
Кодекс був написаний у дві колонки на сторінці, на тонкому білому пергаменті формату 41,8 см × 28,4 см. Він містить 181 аркуш, тобто 362 сторінки. Текст Євангелія написаний пером у два стовпчики темний і чорний, більшість заголовків — червоним. Книга містить 296 мініатюр, намальованих пером, а потім розмальованих пензлем. Мініатюри пофарбовані в червоний, зелений, жовтий і білий кольори та прикрашені золотом у вигляді прапорців та ініціалів.
Кодекс переплетено в дерев'яні палітурки, обтягнуті шкірою. Палітурка не є оригінальною, але ймовірно з XIV століття (за іншими джерелами XV-XVI століття), і припускають, що вона була взята з іншого рукопису, що підтверджується його розміром, а також технічним і стилістичні особливості. Він прикрашений вензелями, рослинним орнаментом і концентричними колами в місцях перетину ліній. На підставі монограми припускають, що вона походить з одного з Афонських монастирів.

## Виникнення Мирославова Євангелія

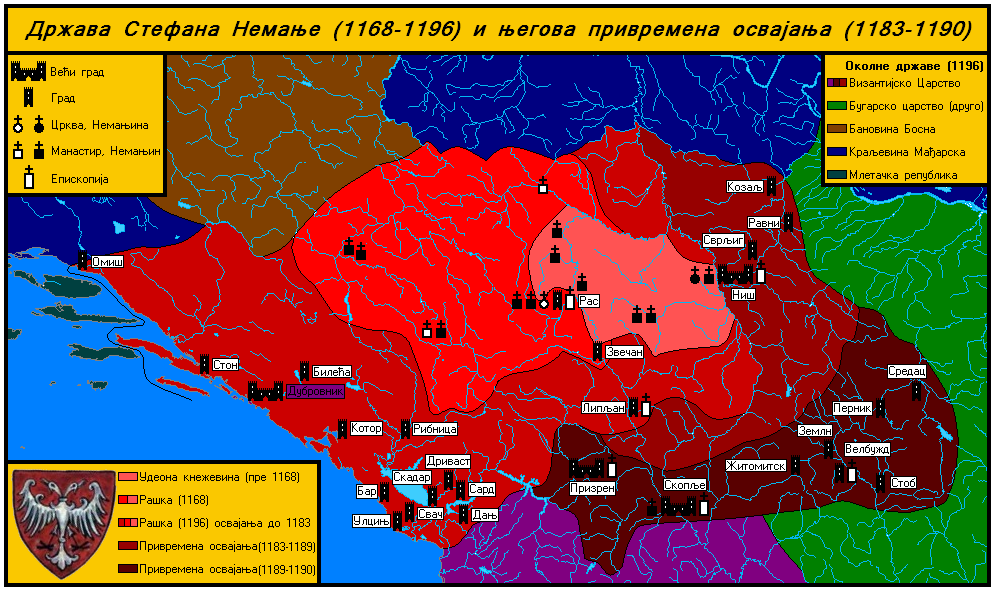
Розвиток Рашської держави (1168-1190)

Запис на останньому, 181-му аркуші Євангелія свідчить, що його замовив Мирослав, князь Хумський, брат великого жупана Стефана Неманьї. Мирославове Євангеліє, ймовірно, призначалося для його пожертви — єпископської церкви св. Петра і Павла в Білому Полі на Лімі, і припускають, що воно могло бути написано та проілюстровано там.

### Ілюмінації

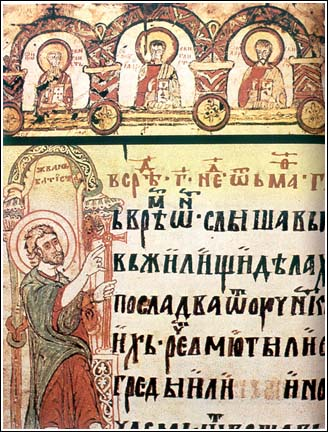
Ілюмінації в Мирославовом Євангелії

Мініатюри, ініціали та прапорці Мирославового Євангелія належать до найкрасивіших сербських середньовічних книжкових прикрас. У них присутні елементи західного, романського стилю. Особливо в способі малювання мотивів і нанесення кольорів. Найпоширенішими прикрасами є ініціали, потім мініатюри, а прапори використовуються рідко. Мініатюри мають переважно декоративний характер і рідко ілюструють текст.
Ініціали помітні й займають кілька рядків тексту. Є також пофарбовані між стовпами. Всі вони багато прикрашені орнаментом, плетінням з двох і більше переплетених смуг або контури літер легко впізнаються в клубку листя. Крім них, є також ініціали, прикрашені тваринами, масками, фігурами людей. Усі прапори, крім першого, на якому під аркадами зображені євангелісти Іоанн, Марк і Лука, мають простий вигляд і намальовані пером. Серед найкрасивіших мініатюр — «Діак за прилавком» і «Діак серед левів».
Основними засобами виразності ілюмінації Мирославового Євангелія є лінія і колір. Палітра скорочена, колірні співвідношення обґрунтовані. При обробці фігури людини обсяг досягається здебільшого малюнком. Інкарнати мають світло-рожевий колір або колір пергаменту не видно, а пластику досягають нанесенням рум’ян на виступаючі ділянки обличчя. Пропорції масивні, а драпірування повторюють і підкреслюють форми тіла.

## Незвичайні подорожі Мирославова Євангелія
Відстань між Бієло-Полє, де євангеліє було створено, та Белградом, де воно зберігається сьогодні, становить 332 км. На своїй семи з половиною століттями дорозі до Белграда Мирославове Євангеліє подолало понад 15 тисяч кілометрів. Завдяки цій багатовіковій подорожі, як німий свідок сербської історії, вона уникла долі багатьох інших викрадених і спалених книг.

### Мирославове Євангеліє в Хіландарі
Точно невідомо, коли Євангеліє було перенесено з монастиря святого Петра до монастиря Хіландар. Припускають, що це сталося в XVII столітті разом з монастирськими статутами.
Про Мирославове Євангеліє сербська наука дізналася відносно пізно, лише в другій половині ХІХ ст. Любомир Стоянович, свого часу провідний знавець старослов’янської мови та літератури, відвідав Хіландар у 1891 році. Метою його візиту було розслідування Мирославового Євангелія. Незважаючи на втручання болгарських монахів, професору Стояновичу вдалося дістатися до Євангелія, частково його вивчити і зробити перші копії.

#### Фоліо 166
Архімандрит Порфирій Успенський взимку 1845—46 рр. відвідав Хіландар. Він таємно викрав аркуш, вирізавши його з книги (арк. 166; за сербською пагінацією 330-331), і вивіз його до Росії, де викрадена частина зберігається й сьогодні.
Протягом наступних 28 років про «листок Сербського Євангелія з XII століття» було написано кілька рецензій, в яких висловлювалися самі хвалебні слова про цінність і красу його прикрас. У очах громадськості під назвою «Петроградський список» він уперше в новітній історії з’явився на археологічній виставці в Києві в 1874 році, де його сфотографував Стоян Новакович, тодішній директор Національної бібліотеки в Белграді, який також назвав весь рукопис Мирославовим Євангелієм.
На аркуші вміщено читання на 7 (20) січня, свято Іоанна Предтечі, прикрашене ініціалом із зображенням Вавилонської Блудниці — метафори злої Іродіади, дружини царя Ірода, яка вимагає голову Іоанна від чоловіка. Це був єдиний оголений жіночий персонаж у книзі.
Відтоді й до сьогодні цей аркуш був в Сербії лише раз. Весною 2015 року він був виставлен в музеї Вука і Доситея в Белграді. Розпочато акцію щодо повернення цього паперу до Сербії, а в жовтні 2019 року з Росією було підписано угоду про обмін семи картин Миколи Костянтиновича Реріха, які належать Національному музею Сербії, за цей аркуш. Це викликало багато суперечок.

### Повернення до Сербії
Велика прихильність сербських духовних кіл, а також сербських учених призвела до того, що молодий король Олександр Обренович відвідав Хіландар на Великдень 1896 року. При тій нагоді, бажаючи погасити борги монастиря і таким чином повернути його під сербський суверенітет, він щедро подарував монастир, який перебував у дуже скрутному фінансовому становищі, а жителі Хіландара, натомість, віддали йому свої найцінніші святині: Мирославове Євангеліє та Статут про заснування монастиря Хіландара, виданий Стефаном Неманею (Святим Симеоном) (статут втрачено). Рукопис особисто передав цареві чеський монах і один із найосвіченіших людей монастиря того часу Сава Хіландарець. Рукописи прибули до Белграда під пильним наглядом короля та його оточення.
Через два дні після того, як цар залишив Хіландар, до монастиря прибула таємнича петербурзька людина, що мала намір за будь-яку ціну купити Мирославове Євангеліє.
Під час Травневого повстання, в ніч з 28 на 29 травня 1903 року, король Олександр і його дружина Драга були вбиті групою змовницьких офіцерів. Тієї ночі Мирославове Євангеліє зникло з палацового сейфу, і наступні 11 років було невідомо, де воно, і сербська преса уважно займалася цією крадіжкою та пошуками найціннішої сербської реліквії.

### Перша світова війна
Перед оголошенням війни Сербії, в 1914 році, основна частина казначейства Народного банку Сербії (Державної скарбниці), яка містила державні гроші та золотий запас, була евакуйована з Белграда до Крушеваца. Тим часом королівський бібліотекар з Тополя, пакуючи книги та документацію короля Петра для евакуації, знайшов в одній зі скринь Мирославове Євангеліє і, дізнавшись, що це за реліквія, передав його регенту Олександру. Невідомо, як Євангеліє потрапило до царя Петра.
Мирославове Євангеліє разом з іншими цінностями було вивезено до Крушеваца і запаковано як великий скарб. Таким чином Державна скарбниця, а разом з нею Мирославове Євангеліє, описує рух сербського уряду з Крушеваца до Ниша, Кралєва та Рашки, а потім у 1915 році — відступ сербської армії через Печ, Подгорицю, Шкодер та Св. Івана Медовського на Корфу. У жовтні 1915 року міністри Люба Давидович і Воя Маринкович привезли його до Рашки і передали А. Левічу, начальнику Державної бухгалтерії. За наказом Левича ним особисто опікувався М. Стевчич — скарбник державного казначейства. Упакований і вкладений у дерев’яний ящик, він пройшов албанську «голгофу», розділивши свою долю на три місяці – разом із державною скарбницею.
Деякий час Євангеліє перебувало на Корфу, у сейфі Державної скарбниці, а потім було передано під опіку сербського уряду, президента Ніколи Пашича та міністра Стояна Протіча. Після закінчення війни, в 1918 році, реліквія благополучно повернулася до Белграда разом з урядом.

### Друга світова війна
У період між двома світовими війнами Мирославове Євангеліє залишалося у власності родини Караджорджевичів, незважаючи на рішення Міністерства освіти в 1903 році передати його на зберігання до Національної бібліотеки Сербії. Зберігалося в сховищі Головної державної скарбниці. Князь Павло Карагеоргієвич, який на той час опікувався Мирославовим Євангелієм, у 1935 році подарував його власному музею. Так, під час бомбардування 6 квітня 1941 року рукопис уникнув долі сотень середньовічних грамот, рукописних книг і стародруків, майже 50 тисяч комплектів журналів і газет і близько 350 тисяч книг, які були вщент спалені в будівлі Національної бібліотеки на Косанчичєвому вінку.
Відразу після входу в Белград німці почали пошуки Мирославового Євангелія та інших цінних реліквій. Однак у 1940 році Суд передав Євангеліє на зберігання до Народного банку Сербії. На початку війни Євангеліє переховували у відділенні в Ужиці. У страху перед німцями рукопис передали настоятелю сусіднього монастиря Рача, який поховав його у вівтарі. З 1941 по 1943 рік Рачанський монастир був кілька разів пограбований і спалений, але Мирославове Євангеліє не було знайдено і не пошкоджено. Побоюючись, що хтось може вкрасти Мирославове Євангеліє, настоятель повернув його в Ужицьке відділення Нацбанку. У 1943 році менеджер філії таємно перевіз його через окуповану Сербію до Белграда, де він був захований у будівлі Народного банку Сербії. За однією версією, Мирославове Євангеліє було поміщено в сховище, яке німці вже обшукали й пограбували, а за іншою — заховане серед бухгалтерських паперів, які їх не цікавили.

### Новий час

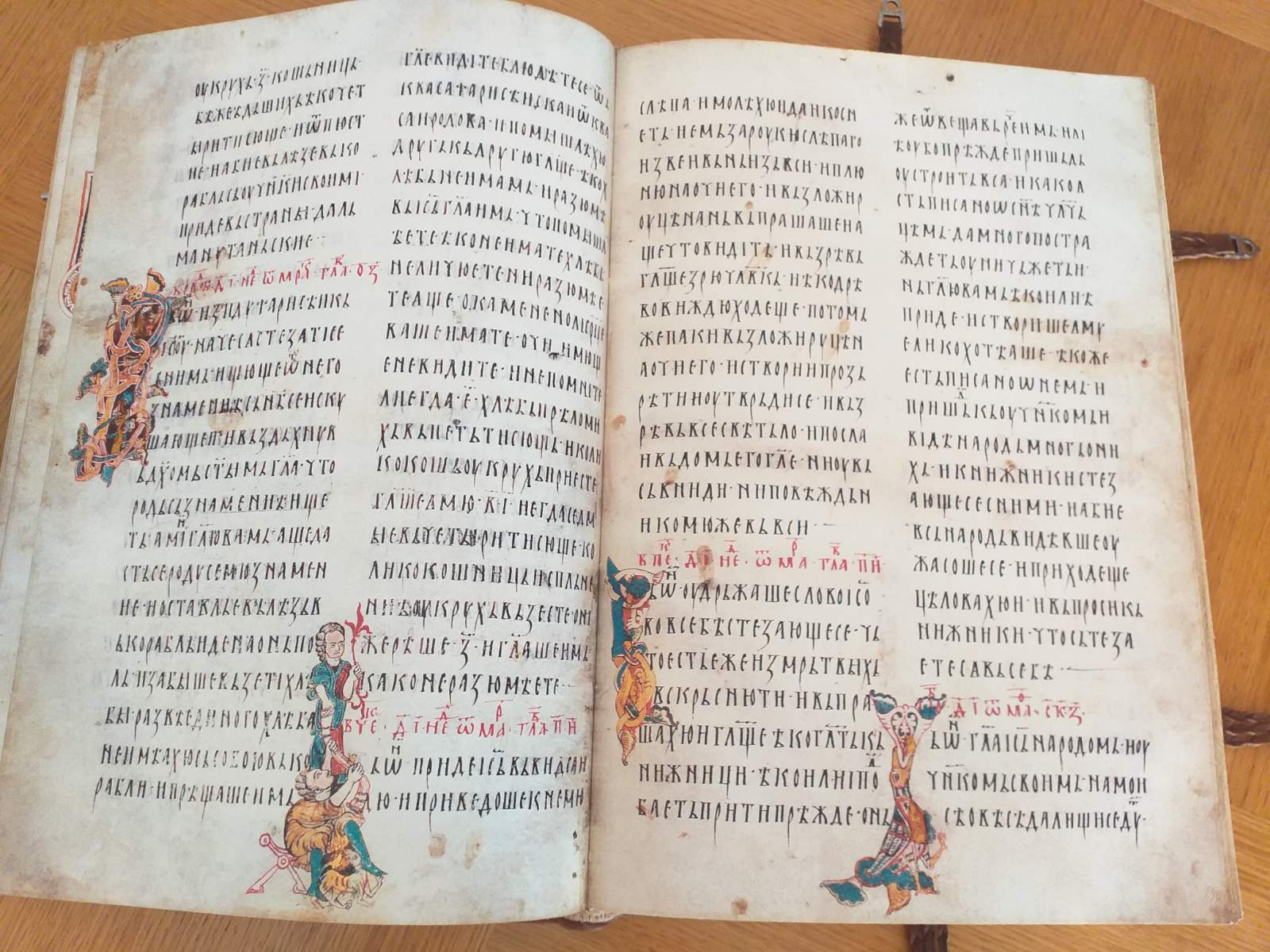
Фототипне видання Мирославового Євангелія, опубл. 2020.

Після визволення Белграда Мирославове Євангеліє перейшло у відання Міністерства освіти на чолі з Владиславом Рибникаром. 1945 року була створена комісія, яка визначила стан рукопису і передала його до Художнього музею — нинішнього Національного музею в Белграді, де він був підшитий під інвентарним номером 1536. Мирославове Євангеліє експонувалося там до 1966 року у вітрині, яка не мала належних умов для зберігання такого рукопису. 1966 року Євангеліє передано до фонду Національного музею. З 1985 року експонується епізодично.
У 1998 році законсервовано кодекс і палітурку. Сьогодні Мирославове Євангеліє зберігається в спеціальній камері, в Національному музеї в Белграді.

#### Всесвітня цифрова бібліотека
У квітні 2008 року було підписано угоду між Національною бібліотекою Сербії та Бібліотекою Конгресу у Вашингтоні про приєднання до проекту Всесвітньої цифрової бібліотеки. Це дуже амбітний проект, цифрова скарбниця світової культурної спадщини. Було вирішено, що Мирославове Євангеліє та журнал «Зеніт» стануть першими колекціями Сербії, які увійдуть до Всесвітньої цифрової бібліотеки.

#### Спроба привласнення
У листопаді 2012 року Хорватська академія наук і мистецтв організувала наукову конференцію «Хорватська кирилична спадщина», на якій була зроблена спроба представити Мирославове Євангеліє як твір, написаний «хорватською кирилицею».

## Перевидання Мирославова Євангелія

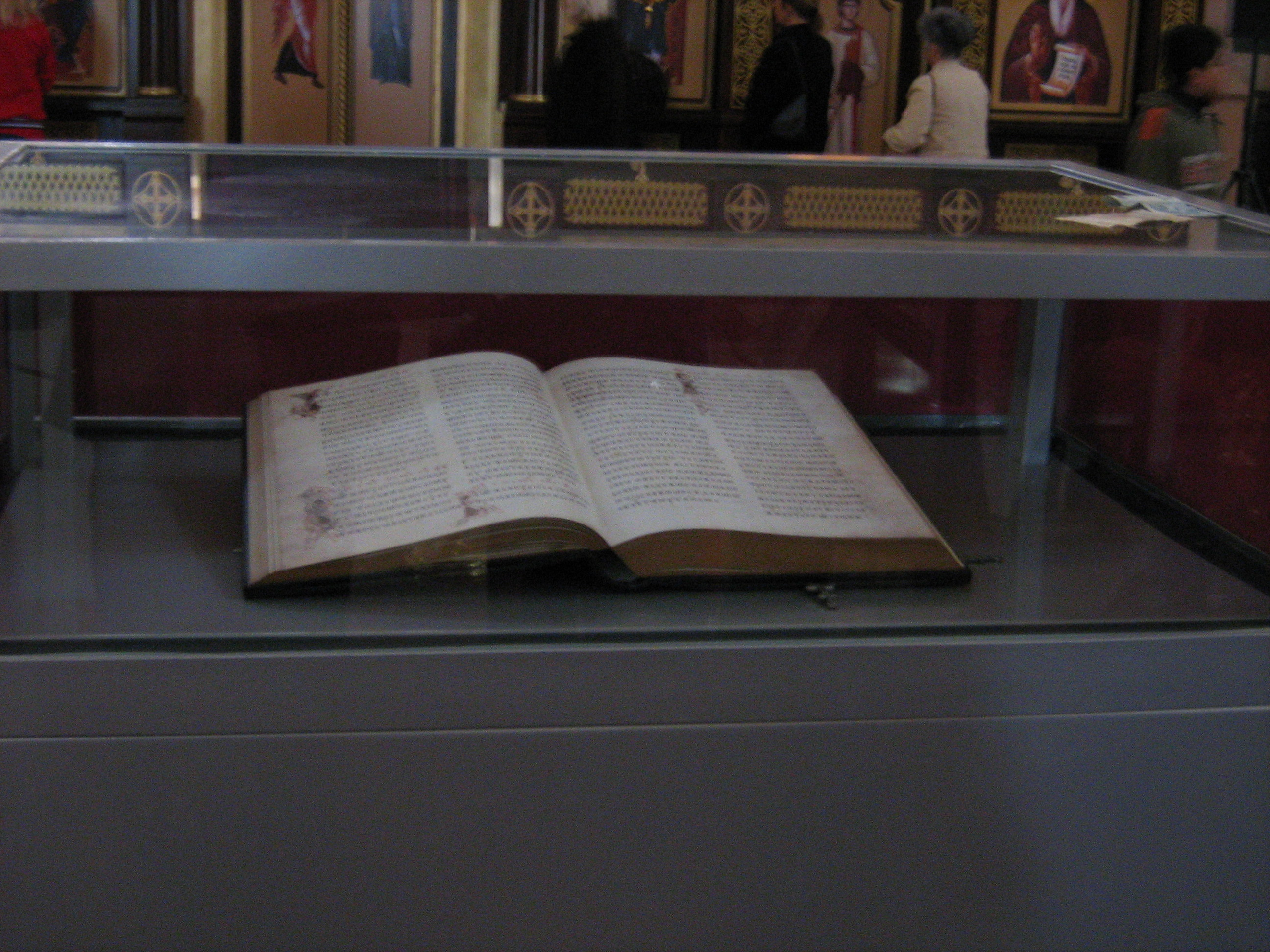
72 години у храмі — 20-23 вересня 2007 р. в рамках акції «Дні європейської спадщини». Фототипне видання Мирославового Євангелія експонується в храмі Святого Сави. Відвідувачі Храму мали змогу побачити, як виглядає книга, погортати всі сторінки книги з усіма підсвічуваннями на великому екрані 6 м х 4 м, почути, як написані слова старослов’янської мови, почути, як звучать слова старослов'янської мови, записані в книзі. Водночас саме з цієї нагоди інтер’єр храму було переобладнано у незвичайну мистецьку майстерню, де середовище створювали молоді іконописці, фрески, майстри мозаїки, каліграфії та різьби по дереву.

У 1896 році професор Любомир Стоянович за наказом короля Олександра вивіз Мирославове Євангеліє до Відня, щоб там зробити фототипне видання. Книга була розгорнута, сфотографована і надрукована в Цісарсько-Королівській друкарні. Книга була надрукована на кошти короля Олександра I Обреновича. 1897 р. Любомир Стоянович повернувся до Белграда і передав королю оригінал Мирославового Євангелія та всі примірники фототипного видання. Це видання являло собою вершину друкарства, зважаючи на технічні та фінансові можливості, які мав у своєму розпорядженні Стоянович. Воно було надрукована накладом 300 примірників і містило 40 кольорових сторінок і у форматі, ідентичному оригіналу, а інші 320 у двох кольорах (чорний і червоний) і в наполовину зменшеному форматі, по дві на сторінці.
1998 року, майже до сторіччя першого перевидання, побачило світ фототипне видання Мирославового Євангелія. Друк факсиміле та супровідних книг було завершено у Відовдан, 28 червня, в Йоганнесбурзі, Південно-Африканська Республіка, і весь проект є результатом семирічної праці унікальної групи міжнародних експертів: редактора, історика, візантолога, консерватора, технолога, майстра поліграфії та графіки, художника та ремісника. Одразу після публікації її придбали багато найважливіших національних та університетських бібліотек світу, зокрема: Бібліотека Конгресу, Британська бібліотека, Берлін-Бранденбурзька академія мистецтв; Інститут Гете в Мюнхені, Франкфуртський університет Йоганна Вольфганга Гете, Австрійська національна бібліотека, Бібліотеки Гарвардського університету, Прінстона, Єля; Дамбартон-Оукс; Оксфорд, а також монастирі Хіландар, Острог, Рача на Дріні, Савина, церква Св. Сави в Лондоні, церква Св. Миколая в Которі, Сербська церква в Сан-Франциско.
У Белграді 29 лютого 2000 року в урочистій залі Сербської академії наук і мистецтв відбулася велика реклама цього видання.
Детальну оцифровку Мирославового Євангелія здійснено у 2021 році. Після оцифрування виникла підозра, що Мирославове Євангеліє було пошкоджене під час реставрації у 1998 році, а сторінки не були впорядковані під час палітурки.

## Документальний фільм
У 2007 році був знятий фільм про Мирославове Євангеліє «Спочатку було слово» режисера Бошка Савковича. У фільмі розповідається про історію Євангелія від його виникнення до наших днів. Зйомки фільму проходили в оригінальних місцях подій — від Йоганнесбурга до Петербурга, Хіландара, Дубровника, Требіньє, Відня, Будапешта...
Фільм отримав дев'ять міжнародних нагород. Повністю фільм можна переглянути на YouTube.

## Зовнішні посилання
- Дигитална копија Мирослављевог јеванђеља - World Digital Library
- Дигитална копија Мирослављевог јеванђеља, 166. лист - Национална библиотека Русије у Санкт Петербургу
- Дигитална копија комплет рукописа Мирослављевог јеванђеља (Народна библиотека Србије - Званични јутјуб канал)
- 166. лист Мирослављевог јеванђеља у Санкт Петербургу (РТС програм за дијаспору - Званични канал)
- Како је сачувано Мирослављево јеванђеље (Авантартмагазин, Бранко Ђурић, 12. март 2015)
- Концем „исписује" Мирослављево јеванђеље за будуће генерације (Политика, Бранка Васиљевић, 5. јануар 2018)
- 166. лист Мирослављевог јеванђеља - 173 године у туђини (РТС Културно-уметнички програм - Званични канал)
- Повратак листа који недостаје (Време, бр. 1464, Соња Ћирић, 24. јануар 2019)
- Тајна „Петроградског листа” Мирослављевог јеванђеља („Политика”, 5. фебруар 2019)
- Мирослављево јеванђеље (фотографије, историјат)
- Мирослављево јеванђеље у манастиру Рача
- Писари Мирослављевог јеванђеља
- Мирослављево јеванђеље — текст из Магазина Чиоде
- Мирослављево јеванђеље
- ДРАГОЦЕНИ РУКОПИС И БУРНА ПРОШЛОСТ: "Књига о Мирослављевом јеванђељу" недавно објављена у издању Српске књижевне задруге („Вечерње новости”, 6. март 2022)